# Hatun Phaqcha, tierra sana
Hatun Phaqcha, tierra sana es una película documental peruano del 2021 dirigido por Delia Ackerman. El documental ganó la Biznaga de Plata en la categoría "Cinema Cocina" de la 26° edición del Festival de Málaga, en España.

## Sinopsis
Este documental ha recopilado el testimonio de agricultores, científicos, cocineros, antropólogoss entre otros, destacando la calidad de productos domesticados desde épocas precolombinas, siendo el Perú el país escenario de alimentos altamente nutritivos. Se ha retratado la historia de diversos productos nativos como el tarwi, tocosh, nuez moscada, diversas variedades de papa, entre otros. La directora, nos invita a reflexionar y también es un llamado de atención para que los espectadores aprendan sobre la el cuidado del medio ambiente y la tierra que nos ha brindado una rica biodiversidad preservada por generaciones, además de hacer un uso responsable de nuestros recursos.

## Producción
La producción tomo nueve años para su realización. Fue grabado en distintos escenarios de las regiones del Perú como Cusco, Huánuco, Lima, Madre de Dios, Iquitos, Moquegua, Áncash, Puno y Piura.

## Lanzamiento
La película se estrenó mundialmente en agosto de 2021 en la sección Hecho en el Perú de la 25.° edición del Festival de Cine de Lima. Se estrenó comercialmente el 17 de febrero de 2022 en cines peruanos.

## Recepción

### Recaudación
La película duró una semana en cartelera vendiendo 366 entradas de cine.

### Premios y nominaciones
| Año  | Lugar                                    | Categoría/Sección                         | Resultado | Refs.         |
| ---- | ---------------------------------------- | ----------------------------------------- | --------- | ------------- |
| 2021 | Festival de Cine de Lima                 | Hecho en el Perú - Premio del Público     | Ganadora  | [ 11 ]        |
| 2021 | Festival de Cine de Lima                 | Mejor Película Peruana - Mención Especial | Ganadora  | [ 11 ]        |
| 2021 | Toronto Women Film Festival              | Premio al Medio Ambiente                  | Ganadora  | [ 12 ]        |
| 2022 | Premios APRECI                           | Mejor Película Documental                 | Nominada  | [ 13 ] [ 14 ] |
| 2022 | Festival Internacional de Cine Ambiental | Documentales Latinoamericanos             | Ganadora  | [ 15 ]        |
| 2023 | Festival de Málaga                       | Cinema Cocina                             | Ganadora  | [ 16 ] [ 17 ] |